# 米舍利娜·拉努瓦
米舍利娜·拉努瓦（法語：Micheline Lannoy，1925年1月31日—），比利时女子花样滑冰运动员。她曾代表比利时参加1948年冬季奥林匹克运动会花样滑冰比赛，搭档皮埃尔·博涅获得双人滑金牌。